# Colina (novela)
Colina es una novela corta de Jean Giono. Fue publicada en 1929 por la casa editorial francesa Grasset y en 1970 en castellano por ediciones Narcea.
Esta fue la primera novela del autor. Por aquel entonces tenía 34 años, y ésta es la primera de una serie que el autor llamó la " Trilogía de Pan "; siendo las dos siguientes novelas  Un de Baumugnes, también en 1929, y Regain en 1930.

## Resumen
La novela cuenta la historia de una aldea, las Bastidas blancas, situada en las laderas de las montañas de Lure, en el que viven una decena de personas, reunidas en cuatro casas que rodean la fuente del pueblo.
La historia de la novela se inicia con el paso de un jabalí por la aldea. Intentan darle caza pero el animal logra escapar. 
Todo empieza a torcerse cuando la fuente del pueblo, que había abastecido a sus habitantes durante mucho tiempo empieza a dar señales de agotamiento. La fuente se seca y todo empieza a torcerse. Janet, una anciana del pueblo, postrada en su cama empieza a su vez a hablar con un lenguaje difícil de entender. Los aldeanos no tardarán en relacionar la desgracia de la falta de agua con la anciana, llegando a culparla de las desgracias del pueblo, a las que se suma la enfermedad de una niña y un desafortunado incendio que casi logra acabar con la aldea. 
Los aldeanos señalarán a Janet como una arpía capaz de gobernar a la naturaleza y de organizar los trastornos y disturbios acaecidos en la vida del pueblo. Deciden matar a Janet para deshacerse de sus maldiciones. Antes de que actúen, Janet muere naturalmente.
La novela termina con un nuevo paso del jabalí por la aldea. Esta vez, logran derribarlo con perdigones. Esta muerte es obviamente un contrapunto a la muerte de Janet.

## Análisis
En esta novela, de nuevo género, una aldea debe expiar los crímenes que los hombres han cometido contra la Tierra. Con esta primera novela Jean Giono inventa una nueva forma de escribir utilizando el lenguaje de los campesinos. Volveremos a encontrar este nuevo estilo de redacción en los dos siguientes libros de la que completarán la Trilogía de Pan: Uno de Baumugnes y Regain.
Este género de novela se tiñe de lo que se ha venido llamando  el realismo maravilloso: hechos realistas entrelazados con la interpretación irracional de los personajes, lo sobrenatural.

## Temas

### La naturaleza animada
Las fuerzas subterráneas de la naturaleza están muy presentes en Colline; de hecho, simbolizan al dios Pan . A medida que avanza la historia, los personajes van tomando conciencia de la importancia de esta vida oculta: una atmósfera pesada que roza lo sobrenatural se inmiscuye en la vida de las aldeanos.

### El hombre natural
Como personaje principal Janet encarna al ser humano, capaz de influenciar con su única presencia o existencia, a pesar de ser la persona mayor del pueblo, en estado de postración en su cama y su sufriendo. Las descripciones de Janet apelan a la naturaleza: "Janet es madera muerta"; "Janet jadea : con el aliento de un pajarito". El personaje de Gagou también es llama la atención del lector: a mitad criatura y a mitad hombre, participa del realismo maravilloso en el que el autor sumerge su novela.

### El agua
En la novela todo es líquido, todo tiene la consistencia del agua. Muchas metáforas marcan la novela, así como oxímoron. Agua y fuego en oposición constituirán  un punto principal de la novela.

### Mitología
A pesar de que Colina será su primera novela se volverán a encontrar muchas similitudes con otras historias mitológicas, que encontraron un lugar preeminente y ejercieron una gran influencia en la obra de Jean Giono.

### Corriente de conciencia
Uno de los temas clave de la literatura modernista que Giono presenta de forma sutil en Colline  es el empleo de lo que podríamos llamar corriente de conciencia, o escuela filosófica de pensamiento. De hecho, varias veces en la novela, el lector se sumerge en el pensamiento del personaje, sin presencia alguna de narrador. Esto le permite seguir la progresión del pensamiento del personaje y apropiarse mejor la trama y la psicología de este último.

## Ediciones principales en francés
- Colline, París, Bernard Grasset, 26 de junio de 1929 , (colección " Los cuadernos verdes “), 201 págs. (edición original) ; reeditado en 1960 en la colección Le Livre de poche; en 1961 en la " Colección Pourpre » ; en 1993 en la colección “ Los cuadernos rojos ".
- Colina, litografías de Amédée de La Patellière, París, las Copias, 1930, XIII-174 p.,
- Colline, París, J. Ferenczi et fils, 1932 (colección “ el hermoso libro “), 249 págs.
- Colline, ilustraciones de Georges Tcherkessof, París, Éditions du Livre moderne, 1941 (colección “ El libro ilustrado moderno ), 160 págs.
- Colline, ilustrado con 16 aguafuertes de André Jacquemin, París, H. Lefèbvre, 1946 (colección “ El Renacimiento ), 181 págs.
- Colline, ilustraciones grabadas por André Collot, París, edición la Belle, 1956, 149 p.
- Colline, París, Gallimard, 1967 (colección “ Sol “), 187 págs.
- Colline, litografías originales de Robert Savary, París, Les Pharmaciens bibliophiles, 1977, 134 p.
- Colina. Edición crítica y edición diplomática del manuscrito ms A 9811, ed. de Michel Gramain, París, H. Champion, 2006 (colección “ Textos de literatura moderna y contemporánea », 532 págs.